# Nils Hellsten (esgrimidor)
Nils Erik Hellsten (Estocolmo, 19 de febrero de 1886-Estocolmo, 12 de abril de 1962) fue un deportista sueco que compitió en esgrima, especialista en la modalidad de espada.
Participó en tres Juegos Olímpicos de Verano entre los años 1920 y 1928, obteniendo una medalla de bronce en París 1924 en la prueba individual. Ganó dos medallas de bronce en el Campeonato Mundial de Esgrima, en los años 1931 y 1934.

## Palmarés internacional
| Juegos Olímpicos   | Juegos Olímpicos   | Juegos Olímpicos  | Juegos Olímpicos   |
| Año                | Lugar              | Medalla           | Prueba             |
| ------------------ | ------------------ | ----------------- | ------------------ |
| 1924               | París (Francia)    | Medalla de bronce | Espada individual  |
| Campeonato Mundial |                    |                   |                    |
| Año                | Lugar              | Medalla           | Prueba             |
| 1931               | Viena (Austria)    | Medalla de bronce | Espada por equipos |
| 1934               | Varsovia (Polonia) | Medalla de bronce | Espada por equipos |